# اريك رودين
اريك رودين (بالإنجليزية: Eric Rodin)‏ هو لاعب كرة قاعدة أمريكي، ولد في 5 فبراير 1930 في أورانج ‏ في الولايات المتحدة، وتوفي في 4 يناير 1991 في سومرفيل في الولايات المتحدة.

## وصلات خارجية
- اريك رودين على موقعبيزبول رفرنس.كوم (الدوري الرئيسي) (الإنجليزية)
- اريك رودين على موقعبيزبول رفرنس.كوم (الدوري الثانوي) (الإنجليزية)